# Olena Buriak
Olena Sviatoslavivna Buriak (en ucraniano: Олена Святославівна Буряк; Nikoláyev, URSS, 8 de febrero de 1988) es una deportista ucraniana que compite en remo; seis veces campeona mundial en sala.

## Trayectoria
Ganó una medalla de plata en el Campeonato Mundial de Remo de 2010 y cinco medallas en el Campeonato Europeo de Remo entre los años 2009 y 2018. Además, obtuvo ocho medallas en el Campeonato Mundial de Remo en Sala entre los años 2018 y 2023.
Participó en dos Juegos Olímpicos de Verano, ocupando el décimo lugar en Londres 2012 (doble scull) y el cuarto en Río de Janeiro 2016 (cuatro scull).
En 2017 batió la plusmarca mundial indoor en la distancia de 2000 m con un tiempo de 6:22,8. Ese mismo año fue condecorada con la Orden al Mérito de grado III.

## Palmarés internacional
| Campeonato Mundial | Campeonato Mundial          | Campeonato Mundial | Campeonato Mundial |
| Año                | Lugar                       | Medalla            | Prueba             |
| ------------------ | --------------------------- | ------------------ | ------------------ |
| 2010               | Cambridge (Nueva Zelanda)   | Medalla de plata   | Cuatro scull       |
| Campeonato Europeo |                             |                    |                    |
| Año                | Lugar                       | Medalla            | Prueba             |
| 2009               | Brest (Bielorrusia)         | Medalla de bronce  | Ocho con timonel   |
| 2010               | Montemor-o-Velho (Portugal) | Medalla de oro     | Cuatro scull       |
| 2011               | Plovdiv (Bulgaria)          | Medalla de bronce  | Ocho con timonel   |
| 2016               | Brandeburgo (Alemania)      | Medalla de bronce  | Cuatro scull       |
| 2018               | Glasgow (Reino Unido)       | Medalla de plata   | Cuatro scull       |

| Campeonato Mundial | Campeonato Mundial          | Campeonato Mundial | Campeonato Mundial |
| Año                | Lugar                       | Medalla            | Prueba             |
| ------------------ | --------------------------- | ------------------ | ------------------ |
| 2018               | Alexandria (Estados Unidos) | Medalla de oro     | 2000 m             |
| 2019               | Long Beach (Estados Unidos) | Medalla de oro     | 2000 m             |
| 2020               | París (Francia)             | Medalla de oro     | 500 m              |
| 2020               | París (Francia)             | Medalla de oro     | 2000 m             |
| 2022               | Sede virtual                | Medalla de plata   | 500 m              |
| 2022               | Sede virtual                | Medalla de bronce  | 2000 m             |
| 2023               | Mississauga (Canadá)        | Medalla de oro     | 500 m              |
| 2023               | Mississauga (Canadá)        | Medalla de oro     | 2000 m             |